# El traductor
El traductor es la primera y única novela del escritor argentino Salvador Benesdra. Tras varios intentos de ser publicada en vida por Benesdra, fue publicada finalmente tras el suicidio de este por la editorial De la Flor en 1998, y reeditada por la misma editorial en 2003. Fue reedita por tercera y última vez en 2012, bajo la editorial Eterna Cadencia, junto a un prólogo de quien fue amigo de Benesdra y ayudó en la publicación de la misma: Elvio Gandolfo.

## Antecedentes
Tras escribir la novela, en 1994 Benesdra presentó El traductor como concursante del Premio Planeta, sin lograr pasar de la etapa de preselección. Tras ello volvió a intentarlo una vez más en la edición siguiente, y si bien llegó a estar entre los finalistas, la misma terminó por no ser premiada. Por esto último, Benesdra intentó durante meses publicarla bajo distinas editoriales (unas diez), pero todas rechazaron la novela por su extensión y densidad de contenido, que la hacían poco viable en términos comerciales.

## Argumento
Es su única novela, Benesdra narra las peripecias de Ricardo Zevi, un exmilitante trotskista que trabaja como traductor en Turba, una editorial de izquierda, en el marco de la caída de la Unión Soviética y el comienzo del menemismo en la Argentina. Los conflictos de la novela discurren en dos planos: por un lado, la relación de Zevi con su novia, una adventista a quien conoce al principio de la novela; por el otro, los conflictos gremiales en Turba, que a pesar de su discurso progresista, ha decidido dejar cesante a un empleado, mientras le encargan traducir la obra de un pensador alemán de derecha que defiende las desigualdades sociales (a las cuales trata como algo positivo) y los beneficios de una aristocracia. A menudo se ha leído la novela en clave autobiográfica, y así como Zevi sería un alter ego de Benesdra (judío, políglota, exmilitante, con síntomas de neurosis que no tardan en llevarlo a la locura), la editorial Turba sería un trasunto de Página/12, medio del que Benesdra fue despedido en 1995.

## Recepción
El traductor es considerada en la actualidad una novela de culto, y diversos autores y críticos contemporáneos la han elogiado con el pasar del tiempo. Ha sido comparada con la novela Adán Buenosayres del también escritor argentino Leopoldo Marechal, y Elvio Gandolfo, en su prólogo para la segunda reedición, la llamó «una de las mejores novelas argentinas que se hayan escrito desde 1810».